# La Minute de silence
Pour les articles homonymes, voir Minute de silence (homonymie).
Clip vidéo
[vidéo] « Michel Berger - La minute de silence », sur YouTube
La Minute de silence est une chanson française d'amour de l'auteur-compositeur-interprète Michel Berger (1947-1992) enregistrée avec Daniel Balavoine pour son 7e album Voyou de 1983, chez WEA-Apache (disque d'or vendu à près de 100 000 exemplaires).

## Historique
Michel Berger a écrit et composé quelques-unes des plus belles chansons d'amour de la chanson française (Attends-moi, de son album Michel Berger de 1973, La Déclaration d'amour pour France Gall en 1974 (qu'il épouse en 1976) pour le premier album studio France Gall de 1976, Que l'amour est bizarre de 1975, Quelques mots d'amour pour Véronique Sanson, Besoin d'amour de son opéra-rock Starmania de 1979, Les Élans du cœur de 1992...).
Il écrit et compose cette chanson dédiée à l'amour de sa vie, sur le thème intemporel « d'une minute de silence » tout ce qu'il reste des sentiments amoureux passés, et du souvenir nostalgique de l'amour fou entre deux cœurs immenses... « Ce qu'il reste, c'est tout, De ces deux cœurs immenses, Et de cet amour fou, Et fais quand tu y penses, En souvenir de nous, Une minute de silence..., Cette minute de silence, est pour nous deux... ». Il l’enregistre sur son album Voyou de 1983 avec son grand ami, complice, et choriste Daniel Balavoine,.
Elle est reprise entre autres en duo avec Daniel Balavoine, et avec et par France Gall, Véronique Sanson, Vanessa Paradis, Natasha St-Pier, Vincent Delerm...